# Eads (Colorado)
Eads es un pueblo ubicado en el condado de Kiowa en el estado estadounidense de Colorado. En el año 2010 tenía una población de 609 habitantes y una densidad poblacional de 507,5 personas por km².

## Geografía
Eads se encuentra ubicada en las coordenadas 38°28′50″N 102°46′51″O / 38.48056, -102.78083.

## Demografía
Según la Oficina del Censo en 2000 los ingresos medios por hogar en la localidad eran de $27 024, y los ingresos medios por familia eran $35 625. Los hombres tenían unos ingresos medios de $29 375 frente a los $19 792 para las mujeres. La renta per cápita para la localidad era de $16 944. Alrededor del 12% de la población estaba por debajo del umbral de pobreza.